# Centrale thermique de Schkopau
La centrale thermique de Schkopau est une centrale thermique en Saxe-Anhalt, en Allemagne.